# Neuseeländische Cricket-Nationalmannschaft in Indien in der Saison 2024/25
Die Tour der neuseeländischen Cricket-Nationalmannschaft nach Indien in der Saison 2024/25 fand vom 16. Oktober bis 3. November 2024 statt. Die internationale Cricket-Tour war Bestandteil der Internationalen Cricket-Saison 2024/25 und umfasste drei Tests, die Bestandteil der ICC World Test Championship 2023–2025 waren. Neuseeland gewann die Serie mit 3–0.

## Vorgeschichte
Indien bestritt zuvor eine Tour gegen Bangladesch, während Neuseeland eine solche in Sri Lanka absolvierte. Das letzte Aufeinandertreffen der beiden Mannschaften bei einer Tour fand in der Saison 2022/23 in Indien statt.

## Stadien
Die folgenden Stadien wurden für die Tour als Austragungsort vorgesehen, die am 20. Juni 2024 bekanntgegeben wurden.
| Stadion                    | Stadt     | Kapazität | Spiele  |
| -------------------------- | --------- | --------- | ------- |
| M. Chinnaswamy Stadium     | Bengaluru | 42.000    | 1. Test |
| Wankhede Stadium           | Mumbai    | 33.000    | 3. Test |
| Subrata Roy Sahara Stadium | Pune      | 42.000    | 2. Test |

## Kaderlisten
Neuseeland benannte seinen Kader am 8. Oktober 2024.
Indien benannte seinen Kader am 11. Oktober 2024.
| Test | Test |
| Indien | Neuseeland |
| --- | --- |
| - Rohit Sharma (K) - Jasprit Bumrah (VK) - Ravichandran Ashwin - Akash Deep - Shubman Gill - Ravindra Jadeja - Yashasvi Jaiswal - Dhruv Jurel (wk) - Sarfaraz Khan - Virat Kohli - Rishabh Pant (wk) - Axar Patel - KL Rahul - Mohammed Siraj - Kuldeep Yadav | - Tom Latham (K) - Tom Blundell (wk) - Michael Bracewell - Mark Chapman - Devon Conway - Matt Henry - Daryl Mitchell - William O’Rourke - Ajaz Patel - Glenn Phillips - Rachin Ravindra - Mitchell Santner - Ben Sears - Ish Sodhi - Tim Southee - Kane Williamson - Will Young |

## Tests

### Erster Test in Bengaluru
| 16. – 20. Oktober Scorecard | Bengaluru | Indien 46 (31.2) & 462 (99.3)    | – | Neuseeland 402 (91.3) & 110-2 (27.4) |
|                             |           | Neuseeland gewinnt mit 8 Wickets |   |                                      |

Am ersten Tag konnte das Spiel auf Grund von Regenfällen nicht ausgetragen werden. Am zweiten Tag gewann Indien den Münzwurf und entschied sich als Schlagmannschaft zu beginnen. Für sie bildete Eröffnungs-Batter Yashasvi Jaiswal zusammen mit dem fünften Schlagmann Rishabh Pant eine Partnerschaft, die durch weitere Regenfälle unterbrochen wurde. Jaiswal schied nach 13 Runs aus und Pant konnte 33 Runs erzielen, jedoch konnte sich kein anderer indischer Spieler etablieren. Daher fiel nach 32 Overn das letzte Wicket als Indien 46 Runs erzielt hatte. Beste neuseeländische Bowler waren Matt Henry mit 5 Wickets für 15 Runs und William O’Rourke für 4 Wickets für 22 Runs. Für Neuseeland eröffneten Tom Latham und Devon Conway. Latham gelangen 15 Runs, woraufhin Will Young ins Spiel kam der 33 Runs erzielte. Daraufhin kam Rachin Ravindra aufs Feld. Conway verlor sein Wicket nach einem Fifty über 91 Runs und wurde durch Daryl Mitchell ersetzt, der zusammen mit Ravindra den Tag beim Stand von 231/3 beendete. Am dritten Spieltag schied Mitchell nach 18 Runs aus und der hineinkommende Glenn Phillips 14 Runs. Der ihm folgende Tim Southee erreichte ein Fifty über 65 Runs. Ravindra verlor das letzte Wicket des Innings nach einem Century über 134 Runs aus 157 Bällen und erhöhte so den Vorsprung auf 356 Runs. Beste indische Bowler waren Ravindra Jadeja mit 3 Wickets für 99 Runs und Kuldeep Yadav mit 3 Wickets für 72 Runs. In ihrem zweiten Innings begannen für Indien Yashasvi Jaiswal und Rohit Sharma. Jaiswal gelangen 35 Runs und wurde durch Virat Kohli ersetzt. Sharma erreichte ein Fifty über 52 Runs und nachdem Sarfaraz Khan aufs Feld gekommen war, verlor auch Kohli nach einem Fifty über 70 Runs sein Wicket. Daraufhin endete der Tag beim Stand von 231/3. Am vierten Spieltag kam Rishabh Pant aufs Feld. Khan schied nach einem Century über 150 Runs aus 195 Bällen aus. Ihm folgte KL Rahul und als Pant nach einem Fifty über 99 Runs ausschied, verlor auch Rahul nach 12 Runs sein Wicket. In der Folge erreichte Ravichandran Ashwin 15 Runs und das Innings endete mit einer Vorgabe von 107 Runs für Neuseeland. Beste neuseeländische Bowler waren William O’Rourke mit 3 Wickets für 92 Runs und Matt Henry mit 3 Wickets für 102 Runs. Kurz nach Beginn des neuseeländischen Innings endete nach schlechten Lichtverhältnissen und regen der Tag beim Stand von 0/0. Am fünften Spieltag formten Eröffnungs-Batter Devon Conway und der dritte Schlagmann Will Young eine Partnerschaft. Conway erreichte 17 Runs und wurde durch Rachin Ravindra ersetzt. Young und Ravindra holten daraufhin im 28. Over die Vorgabe ein. Dabei erzielte Young 48 Runs und Ravindra 39 Runs. Bester indischer Bowler war Jasprit Bumrah mit 2 Wickets für 29 Runs. Als Spieler des Spiels wurde Rachin Ravindra ausgezeichnet.

### Zweiter Test in Pune
| 24. – 26. Oktober Scorecard | Pune | Neuseeland 259 (79.1) & 255 (69.4) | – | Indien 156 (45.3) & 245 (60.2) |
|                             |      | Neuseeland gewinnt mit 113 Runs    |   |                                |

Neuseeland gewann den Münzwurf und entschied sich als Schlagmannschaft zu beginnen. Für sie begannen Tom Latham und Devon Conway. Latham erreichte 15 Runs, woraufhin Will Young 18 Runs erzielte und Rachin Ravindra aufs Feld kam. Conway schied nach einem Fifty über 76 Runs aus und wurde durch Daryl Mitchell ersetzt. Ravindra gelang ein Fifty über 65 Runs und nachdem Mitchell nach 18 Runs ausschied, konnte Mitchell Santner noch 33 Runs erzielen, bevor er das letzte Wicket des Innings verlor. Die indischen Wickets erzielten Washington Sundar mit 7 Wickets für 59 Runs und Ravichandran Ashwin mit 3 Wickets für 64 Runs. Indien verlor früh ein Wicket, bevor Yashasvi Jaiswal und Shubman Gill den Tag beim Stand von 16/1 beendeten. Am zweiten Spieltag erzielte Gill 30 Runs und nachdem Rishabh Pant aufs Feld gekommen war, verlor auch Jaiswal sein Wicket nach ebenfalls 30 Runs. Dieser wurde durch Sarfaraz Khan ersetzt und Pant gelangen 18 Runs. Ravindra Jadeja folgte ins Spiel und Khan schied nach 11 Runs aus. jadeja frmte eine weitere Partnerschaft mit Washington Sundar, bevor er selbst nach 38 Runs ausschied. Sundar beendete das Innings mit 18* Runs und verkürzte so den Rückstand auf 103 Runs. Bester neuseeländischer Bowler war Mitchell Santner mit 7 Wickets für 53 Runs. Für Neuseeland bildeten die Eröffnungs-Batter Tom Latham und Devon Conway eine Partnerschaft. Conway schied nach 17 Runs aus, woraufhin Will Young 23 und Daryl Mitchell 18 Runs erzielte. Diese wurden gefolgt durch Tom Blundell und Latham verlor sein Wicket nach einem Fifty über 86 Runs. Dieser wurde durch Glenn Phillips ersetzt und der Tag endete beim Stand von 198/5. Am dritten Spieltag schied Blundell nach 41 Runs aus und Phillips beendete das innings ungeschlagen mit 48* Runs, womit die Vorgabe für Indien auf 359 Runs erhöht wurde. Beste indische Bowler waren Washington Sundar mit 4 Wickets für 56 Runs und Ravindra Jadeja mit 3 Wickets für 72 Runs. Für Indien formte Eröffnungs-Batter Yashasvi Jaiswal und der dritte Schlagmann Shubman Gill eine Partnerschaft. Gill erreichte 23 Runs und ihm folgte Virat Kohli. Jaiswal schied nach einem Fifty über 77 Runs aus und als Washington Sundar aufs Feld kam, verlor auch Kohli sein Wicket nach 17 Runs. Sundar schied kurz darauf nach 21 Runs aus, woraufhin Ravindra Jadeja und Ravichandran Ashwin eine weitere Partnerschaft formten. Ashwin gelangen 18 Runs und nachdem Jaspri Bumrah (10* Runs) aufs Feld kam, verlor Jadeja nach 42 Runs das letzte Wicket des Spiels. Damit gewann Neuseeland erstmals eine Test-Serie in Indien und es war die erste heimische Test-Serienniederlage für Indien seit der Saison 2012/13. Bester neuseeländischer Bowler war Mitchell Santner mit 6 Wickets für 104 Runs. Als Spieler des Spiels wurde Mitchell Santner ausgezeichnet.

### Dritter Test in Mumbai
| 1. – 5. November Scorecard | Mumbai | Neuseeland 235 (65.4) & 174 (45.5) | – | Indien 263 (59.4) & 121 (29.1) |
|                            |        | Neuseeland gewinnt mit 25 Runs     |   |                                |

Neuseeland gewann den Münzwurf und entschied sich als Schlagmannschaft zu beginnen. Für sie formte Eröffnungs-Batter Tom Latham zusammen mit dem dritten Schlagmann Will Young eine Partnerschaft. Latham erreichte 28 Runs und nachdem Daryl Mitchell ins Spiel kam, schied Young nach einem Fifty über 71 Runs aus. An der Seite von Mitchell gelangen Glenn Phillips 17 Runs, bevor auch Mitchell nach einem Fifty übr 82 Runs sein Wicket verlor. Kurz darauf endete das innings nach 235 Runs. Beste indische Bowler waren Ravindra Jadeja mit 5 Wickets für 65 Runs und Washington Sundar mit 4 Wickets für 81 Runs. Für Indien begannen Yashasvi Jaiswal und Rohit Sharma. Sharma konnte 18 Runs erreichen und wurde durch Shubman Gill gefolgt. Jaiswal gelangen 30 Runs und als Rishabh Pant aufs Feld kam, endete der tag beim Stand von 86/4. Am zweiten Spieltag schied Pant nach einem Fifty über 60 Runs aus und wurde gefolgt durch Ravindra Jadeja der 14 Runs erzielte. Nachdem Washington Sundar ins Spiel gekommen war, verlor Gill sein Wicket nach einem Fifty über 90 Runs. Sundar beendete das innings ungeschlagen mit 38* Runs und erhöhte so den Vorsprung auf 28 Runs. Nester neuseeländischer Bowler war Ajaz Patel mit 5 Wickets für 103 Runs. Für Neuseeland formte Eröffnungs-Batter Devon Conway zusammen mit dem dritten Schlagmann Will Young eine Partnerschaft. Conway erreichte 22 Runs und der ihm folgende Mitchell 21 Runs. Daraufhin kam Glenn Phillips ins Spiel dem 26 Runs gelangen und kurz darauf schied auch Young nach einem Fifty über 51 Runs aus. Matt Henry konnte noch 10 weitere Runs erzielen, bevor der Tag beim Stand von 171/9 endete. Am dritten Spieltag fiel das letzte Wicket des Innings mit einer Vorgabe von 147 Runs für Indien. Beste indische Bowler waren Ravindra Jadeja mit 5 Wickets für 55 Runs und Ravichandran Ashwin mit 3 Wickets für 63 Runs. Für Indien verlor Eröffnungs-Batter Rohit Sharma sein Wicket nach 11 Runs. Daraufhin etablierte sich Rishabh Pant und fand mit Washington Sundar einen Partner. Pant schied nach einem Fifty über 64 Runs aus und Sundar verlor das letzte Wicket des Spiels nach 12 Runs, was nicht ausreichte die Vorgabe einzuholen. Beste neuseeländische Bowler waren Ajaz Patel mit 6 Wickets für 57 Runs und Glenn Phillips mit 3 Wickets für 42 Runs. Als Spieler des Spiels wurde Ajaz Patel ausgezeichnet.

## Statistiken
Die folgenden Cricketstatistiken wurden bei dieser Tour erzielt.
| Tests             | Tests      | Tests   | Tests   | Tests   | Tests   | Tests   | Tests   | Tests   |
| Batting           | Batting    | Batting | Batting | Batting | Batting | Batting | Batting | Batting |
| Spieler           | Mannschaft | Spiele  | Innings | Runs    | Average | HS      | 100s    | 50s     |
| ----------------- | ---------- | ------- | ------- | ------- | ------- | ------- | ------- | ------- |
| Rishabh Pant      | Indien     | 3       | 6       | 261     | 43,50   | 99      | 0       | 3       |
| Rachin Ravindra   | Neuseeland | 3       | 6       | 256     | 51,20   | 134     | 1       | 1       |
| Will Young        | Neuseeland | 3       | 6       | 244     | 48,80   | 71      | 0       | 2       |
| Devon Conway      | Neuseeland | 3       | 6       | 227     | 37,83   | 91      | 0       | 2       |
| Yashasvi Jaiswal  | Indien     | 3       | 6       | 190     | 31,66   | 77      | 0       | 1       |
| Bowling           |            |         |         |         |         |         |         |         |
| Spieler           | Mannschaft | Spiele  | Overs   | Wickets | Average | BBI     | 5W      | 10W     |
| Washington Sundar | Indien     | 2       | 70.5    | 16      | 14,12   | 7/59    | 1       | 1       |
| Ravindra Jadeja   | Indien     | 3       | 101.1   | 16      | 21,56   | 5/55    | 2       | 1       |
| Ajaz Patel        | Neuseeland | 3       | 77.1    | 15      | 23,80   | 6/57    | 2       | 1       |
| Mitchell Santner  | Neuseeland | 1       | 48.3    | 13      | 12,07   | 7/53    | 2       | 1       |
| Matt Henry        | Neuseeland | 2       | 48.5    | 10      | 15,30   | 5/15    | 1       | 0       |

## Auszeichnungen

### Player of the Series
Als Player of the Series wurden der folgende Spieler ausgezeichnet.
| Serie | Player of the Series |
| ----- | -------------------- |
| Test  | Will Young           |

### Player of the Match
Als Player of the Match wurden die folgenden Spielerinnen ausgezeichnet.
| Spiel   | Player of the Match |
| ------- | ------------------- |
| 1. Test | Rachin Ravindra     |
| 2. Test | Mitchell Santner    |
| 3. Test | Ajaz Patel          |